# 309-й ракетний полк (СРСР)
309-й ракетний полк (в/ч 23466) — військова частина у складі Ракетних військ стратегічного призначення Збройних сил СРСР і України.

## Історія створення і бойовий шлях
Відповідно директиви від 27 липня 1959 року у місті Умань (Черкаська область) почалось формування 309-го інженерного полку. Період формування полку — з 25 вересня по 31 грудня 1959 року.
У відповідності з наказом Міністра оборони СРСР від 31 грудня 1959 року № 00119 ракетні частини, озброєні ракетами середньої дальності, передані зі складу ВПС СРСР до РВСП СРСР.
1 липня 1960 року полк перейменований у 309-й ракетний і включений до складу 200-ї ракетної бригади, а з травня 1961 року — у складі 43-ї гвардійської ракетної дивізії (м. Ромни, Сумська область). Полк мав трьох дивізіонний склад:
- 1-й дивізіон з 4-ма пусковими установками Р-12 (SS-4) заступив на бойове чергування у 1960 році;
- 2-й дивізіон з 4-ма пусковими установками Р-12 (SS-4) заступив на бойове чергування у 1961 році;
- 3-й дивізіон з 4-ма шахтними пусковими установками Р-12У (SS-4) заступив на бойове чергування у 1963 році.

14 червня 1962 року 309-й ракетний полк з 1058-ю ремонтною технічною базою передані до складу 46-ї ракетної дивізії (м. Первомайськ, Миколаївська область).
1 жовтня 1968 року перших два дивізіони полку (8 пускових установок) були зняті з бойового чергування, а у грудня того ж року передислоковані до м. Первомайськ, де почав переозброєння на ракетний комплекс УР-100 (SS-11). Третій дивізіон полку (4 ШПУ) став 2-м окремим ракетним дивізіоном (2-й ордн) у складі 43-ї ракетної армії.
25 грудня 1969 року 309-й ракетний полк з десятьма пусковими установками УР-100 на БРК-2 заступив на бойове чергування.
20 грудня 1976 року полк заступив на бойове чергування на ракетному комплексі 3-го покоління 15ПО20У (УР-100К). З 10 вересня 1988 по 26 грудня 1989 року в полку йшло переозброєння, а 15 лютого 1990 року полк заступив на бойове чергування на ракетному комплексі 15ПО60 з МБР РС-22 «Скальпель».
У зв'язку з ліквідацією ядерного озброєння в Україні, 30 листопада 2001 року 309-й ракетний полк був розформований.

## Командири полку
- підполковник Демидов Василь Олександрович (1960—1961);
- підполковник Майков Михайло Андрійович (1961—1963);
- полковник Бєлий Василь Леонідович (1963—1967);
- підполковник Шабельник Іван Михайлович (1967—1970);
- підполковник Генералов Володимир Андрійович (1970—1972);
- підполковник Гур'янов Анатолій Васильович (1972—1974);
- підполковник Алташин Іван Іванович (1974—1976);
- підполковник Єфіменко Олександр Іванович (1976—1978);
- майор Чусов Олександр Олексійович (1978—1982);
- полковник Хромов Валерій Олександрович (1982—1993);
- підполковник Балло Олександр Андрійович (1993—1997);
- підполковник Грицай Віктор Володимирович (1997—2000);
- полковник Тарасенко Олександр Євгенович (2000—2001).